# 台灣三十三觀音靈場
台灣三十三觀音是位於台灣基隆市、台北市、新北市、新竹市、台中市、南投縣、台南市、高雄市的三十三處觀音聖地（寺院）。
台灣三十三觀音緣起於民國85年（1995年），日本歧阜縣永昌禪寺住持東海亮道和尚為了感謝恩師東海宜誠老和尚在臺弘法種種殊勝法緣，以及報答老和尚的教養之恩，並促進兩國文化交流、協力親睦與共通信仰。於民國90年（2001年）4月28日，淨心長老和亮道禪師，在阿蓮鄉的光德寺，為日本名雕刻家龜谷政代司先生所精雕的37尊被稱為「孝養觀音」的聖像開光。
但是，在東海亮道大師等重要組織者過世後，台灣三十三觀音漸漸疏於管理，有許多寺廟因各種緣由退出了台灣三十三觀音。
2024年2月20日，受日本百觀音的邀請結盟，由一般財團法人國際文教慈善基金會 （页面存档备份，存于）的帶領下,為了台灣佛教的國際化，特別主辦「台灣日本三十三觀音國際聯盟」記者會，並且在各路有心人士的支持下，正式將台灣三十三觀音重組結成。希望能讓來自世界各地的遊客能在訪台旅途中了解到眾多的寺廟，體驗到與台灣人接觸的溫暖，也希望人們能與觀世音菩薩同行，到台灣的聖地巡拜，行菩薩道。讓觀世音菩薩的愛與慈悲能夠永續傳承。

## 一覽
| 禮所   | 山號   | 寺                                  | 宗派   | 靈場本尊                               | 所在地       |
| ------ | ------ | ----------------------------------- | ------ | -------------------------------------- | ------------ |
| 第1番  | 月眉山 | 靈泉禪寺                            | 曹洞宗 | 釋迦如來                               | 基隆市信義區 |
| 第2番  |        | 仙洞巖最勝寺                        | 臨濟宗 | 觀音菩薩與釋迦牟尼佛                   | 基隆市中山區 |
| 第3番  | 鎮南山 | 臨濟寺                              | 臨濟宗 | 釋迦牟尼佛                             | 台北市中山區 |
| 第4番  |        | 湧泉寺                              |        | 釋迦牟尼佛                             | 台北市內湖區 |
| 第5番  |        | 普濟寺                              | 臨濟宗 | 觀世音菩薩                             | 臺北市北投區 |
| 第6番  |        | 台北法華寺                          | 日蓮宗 | 觀世音菩薩                             | 台北市萬華區 |
| 第7番  |        | 十普寺                              | 臨濟宗 | 釋迦如來                               | 台北市中正區 |
| 第8番  |        | 廣修禪寺 （页面存档备份，存于）     |        | 釋迦牟尼佛                             | 新北市汐止區 |
| 第9番  |        | 善導庵                              |        | 釋迦牟尼佛                             | 新北市新莊區 |
| 第10番 | 觀音山 | 凌雲禪寺                            | 臨濟宗 | 千手千眼觀世音菩薩                     | 新北市五股區 |
| 第11番 |        | 金剛禪寺 （页面存档备份，存于）     | 臨濟宗 | 釋迦牟尼佛，觀世音菩薩                 | 桃園市桃園區 |
| 第12番 |        | 潮音禪寺 （页面存档备份，存于）     |        | 寶佛（釋迦牟尼佛、藥師佛、阿彌陀佛）   | 新竹縣關西鎮 |
| 第13番 |        | 聖雲寺                              |        | 釋迦牟尼佛                             | 新竹縣橫山鄉 |
| 第14番 |        | 大佛王寺                            | 淨土宗 | 千手千眼觀世音菩薩                     | 新竹縣竹北市 |
| 第15番 |        | 三灣彌陀寺                          | 淨土宗 | 千手千眼觀世音菩薩                     | 苗栗縣三灣鄉 |
| 第16番 |        | 大慈山萬緣寺 （页面存档备份，存于） | 淨土宗 | 釋迦牟尼佛                             | 苗栗縣造橋鄉 |
| 第17番 |        | 廣願地藏寺                          | 臨濟宗 | 地藏菩薩                               | 台中市西屯區 |
| 第18番 |        | 淨覺學苑                            |        | 釋迦牟尼佛                             | 台中市豐原區 |
| 第19番 |        | 埔里圓通寺                          | 淨土宗 | 釋迦牟尼佛                             | 南投縣埔里鎮 |
| 第20番 |        | 玉佛寺                              |        | 釋迦牟尼佛                             | 南投縣埔里鎮 |
| 第21番 |        | 佛光寺                              |        | 千手千眼觀世音菩薩                     | 南投縣埔里鎮 |
| 第22番 |        | 玄奘寺                              |        | 釋迦牟尼佛                             | 南投縣魚池鄉 |
| 第23番 |        | 真巖寺                              | 臨濟宗 | 阿彌陀佛                               | 南投縣國姓鄉 |
| 第24番 |        | 妙泉寺                              |        | 釋迦牟尼佛                             | 南投縣國姓鄉 |
| 第25番 |        | 修德禪寺                            | 臨濟宗 | 三寶佛（釋迦牟尼佛、藥師佛、阿彌陀佛） | 台南市鹽水區 |
| 第26番 |        | 接天禪寺 （页面存档备份，存于）     | 臨濟宗 | 釋迦牟尼佛                             | 台南市新化區 |
| 第27番 |        | 楠西萬佛寺 （页面存档备份，存于）   |        | 三寶佛（釋迦牟尼佛、藥師佛、阿彌陀佛） | 台南市楠西區 |
| 第28番 |        | 淨修禪院                            | 臨濟宗 | 釋迦牟尼佛                             | 台南市仁德區 |
| 第29番 |        | 法華寺                              | 曹洞宗 | 三寶佛（釋迦牟尼佛、藥師佛、阿彌陀佛） | 台南市中西區 |
| 第30番 |        | 竹溪寺                              | 臨濟宗 | 三寶佛（釋迦牟尼佛、藥師佛、阿彌陀佛） | 台南市南區   |
| 第31番 |        | 光德寺                              | 臨濟宗 | 釋迦牟尼佛                             | 高雄市阿蓮區 |
| 第32番 | 大岡山 | 龍湖庵                              | 臨濟宗 | 三寶佛（釋迦牟尼佛、藥師佛、阿彌陀佛） | 高雄市阿蓮區 |
| 第33番 | 大岡山 | 超峰寺                              | 臨濟宗 | 觀世音菩薩                             | 高雄市阿蓮區 |

## 外部連結
- 台灣三十三觀音靈場 （页面存档备份，存于）（日語）